# Orestes Acosta Airport
Orestes Acosta Airport är en flygplats i Kuba.   Den ligger i provinsen Provincia de Holguín, i den östra delen av landet, 800 km öster om huvudstaden Havanna. Orestes Acosta Airport ligger 4 meter över havet.
Terrängen runt Orestes Acosta Airport är platt norrut, men söderut är den kuperad. Havet är nära Orestes Acosta Airport åt nordost.  Närmaste större samhälle är Moa, 2,6 km väster om Orestes Acosta Airport. 